# 구장률
구장률(九章律)은 전한(前漢)이 개창될 때 소하(蕭何)가 정한 법전이다. 남북조 시대(南北朝時代)에 흩어져버리고 일부 일문(逸文)을 제외한 그 내용은 알려진 것이 없다. 율구장(律九章) ・ 율경(律経)이라고도 하며, 전 9편(篇, 장章)으로 구성되어 있다는 데서 그 이름이 유래하였다(다만 이러한 정의에 대해서 이의를 제기하기도 한다).

## 개요

### 통설
《한서(漢書)》 형법지(刑法志)에 따르면 유방(劉邦)이 관중(關中)으로 들어왔을 때 진(秦)의 가혹한 법령을 모두 폐지하면서 「법삼장(法三章)」을 제정하였는데, 즉 사람을 죽인 자는 사형, 사람을 다치게 한 자와 도둑질한 자는 처벌한다는 것으로, 세상의 혼란이 진정되지 않는 와중에 승상 소하가 과거 진의 법률 가운데 시세에 맞는 것만 가려서 율구장을 정했다고 한다.
당대(唐代)에 편찬된 《진서(晋書)》 형법지에는 과거 위(魏)의 이이(李悝)가 정한 《법경(法經)》 6편(도盗 ・ 적賊 ・ 수囚 ・ 포捕 ・ 잡雑 ・ 구具로 이루어진)에 행정 부문이 주가 된 「사율(事律)」 3편(호戸 ・ 흥興 ・ 구厩)을 소하가 추가하고, 나아가 참이(参夷, 삼족을 모두 멸함)와 연좌(連坐)의 죄는 폐지하고 부주(部主, 부하의 죄를 상사에게 묻는 것)와 견지(見知, 범죄를 알고도 못 본 체한 것)를 처벌 규정으로 마련한 9편으로 알려져 있다. 추가된 3편은 호(호적 ・ 조세), 흥(건축 ・ 토목), 구(창고 ・ 마굿간)였다고 여겨진다. 덧붙여 《진서》가 인용한 《위율(魏律)》 즉 《위신율(魏新律)》의 서문(序文)에서는 소하가 6편에 3편을 추가하긴 했지만 본래 마지막에 놓여야 할 구율(具律)도 마지막에는 옮기지 않았다고 되어 있다.
전한 ・ 후한(後漢)을 통틀어 가장 기본적인 법전의 하나로 여겨졌고 유가(儒家)의 경전에 해당했으며(이것은 유교가 국교화되면서 유가가 사법의 장에 관여하게 된 것도 포함), 율경(律経)이라고까지 불리며 많은 주석들이 있었지만 남북조 시대의 혼란 속에 흩어지고 말았다는 것이다.

### 통설에 대한 비판
그러나 소하가 구장률을 정했다는 것은 《한서》 이전의 어떤 사료나 문헌에도 나오지 않고, 《사기(史記)》 권제23의 소상국세가(蕭相国世家)에는 소하가 한의 법률 제도를 정비했다는 기술은 있지만 구체적인 내용은 없다. 게다가 《한서》의 저자 반고(班固)와는 거의 같은 시대에 살았던 왕충(王充)이 저술한 《논형(論衡)》 사단편(謝短篇)에서는 아예 소하가 율경(구장률)을 편찬했다는 설을 부정하는 기사까지 실려 있다. 왕충은 먼저 구장을 고도(皋陶)가 지었다는 설을 부정하고, 나아가 소하가 지었다는 설을 부정하였는데, 왕충이 특히 주목한 것은 구장에 육형(肉刑)에 관한 기술이 없다는 점이었다. 한 왕조에서 육형이 폐지된 것은 소하가 죽고 26년이나 지난 기원전 167년의 문제(文帝) 때에 발생한 태창공(太倉公)의 건에 따른 조치였고, 소하가 구장을 정했다면 육형에 관한 기술이 있어야 하는데 그것이 없다는 것이다.
후한 전기에는 이미 구장률의 저자에 대한 여러 설이 존재했고, 실제로 1983년 장가산한간(張家山漢簡)에서 확인된 소하의 사망(기원전 193년)부터 7년이 지난 기원전 186년에 작성된 법령진 《이년율령(二年律令)》에는 흥 ・ 구 외의 일곱 편에 해당하는 죽간이 발견되기는 했지만 그 배열과 구성은 구장률이라 전해지는 것과는 크게 다른 벌칙에 각종 육형도 명기되어 있었다. 따라서 적어도 소하가 한의 법제를 정비한 것은 사실이지만 그것은 현재 알려진 구장률과는 전혀 다른 것이며, 구장률로서 알려진 것은 문제 이후 전한의 어떤 시기의 법률을 반영한 것으로 여겨진다. 근래 일본의 법제사학자 스에야스 안도(陶安あんど)나 히로세 시게오(廣瀬薫雄) 등은 후한대의 법전의 존재를 부정하는 견해와 함께 소하가 지었다는 구장률의 존재를 부정했다.
다만 구장률 자체가 아예 없었다는 것은 아니다. 히로세 시게오에 따르면 한대의 「율(律)」이란 후세의 율령법 같은 형법전이 아니라 한대의 관인 개개인이 직무상의 편의에 따라 황제가 내린 영(令, 즉 조詔) 가운데 법적 규범의 틀 안에서 유효한 것만 발췌한 것을 가리키며 필요에 따라 정리와 분류가 이루어졌다는 것이다. 구장률이라는 것도 당초에는 전한의 관인들이 영에서 율을 발췌해 정리한 사찬(私撰) 법령집이었지만, 그뒤 광범위한 관료 사회에서 일종의 메뉴얼로서 사용되게 되고 나아가 유교의 경학(經學)의 영향을 받아 학술적으로 체계화되면서, 구장률도 일종의 경서로 처리되어 《율경》이라 불리게 되었다는 것이다. 구장률의 경서화에 대해서도 히로세 시게오는 《한서》 예문지(藝文志)에서 그 출전이 된 전한 말 유향(劉向) 부자의 《칠략(七略)》의 영향을 받아 《구장률》 또는 《율경》이라 불리는 책이 채록되지 않은 점을 주목하고, 전한 말에서 후한 초에 이러한 작업을 거쳐 반고와 왕충이 활약했던 후한 장제(章帝) 때에는 공식 법전으로 수용되었고 그 저자가 소하라는 설이 등장하게 되었다고 주장하였다.

## 같이 보기
- 한률(漢律)
- 춘추결옥(春秋決獄)